# Thyone infusca
Thyone infusca is een zeekomkommer uit de familie Phyllophoridae.
De wetenschappelijke naam van de soort werd in 1954 gepubliceerd door Gustave Cherbonnier.